# Max & Ruby
Max & Ruby is een Amerikaans-Canadese animatieserie geproduceerd door Nelvana, Treehouse TV, 9 Story Media Group, Silver Lining Productions en Nickelodeon Animation Studios. De serie is gedistribueerd door Viacom Media Networks, en gemaakt door Rosemary Wells. in Nederland is Max & Ruby uitgebracht op Zappelin en Jetix.

## Verhaal
Max & Ruby gaan over twee konijntjes: Max, een onstuimige en vastberaden driejarige, en zijn oudere zus Ruby, een geduldige, doelgerichte en soms beperkende zevenjarige (ze wordt acht in de aflevering "Surprise Ruby"). Volgens Wells toont de serie de relatie tussen Ruby en Max en de universele aard van broer-zusrelaties.